# Lamyra vorax
Lamyra vorax är en tvåvingeart som beskrevs av Friedrich Hermann Loew 1858. Lamyra vorax ingår i släktet Lamyra och familjen rovflugor. Inga underarter finns listade i Catalogue of Life.